# Sara Dosho
Sara Dosho (en japonés: 土性沙羅, Doshō Sara; Matsusaka, 17 de octubre de 1994) es una deportista japonesa que compitió en lucha libre.
Participó en dos Juegos Olímpicos de Verano, obteniendo una medalla de oro en Río de Janeiro 2016, en la categoría de 69 kg, y el quinto lugar en Tokio 2020, en la misma categoría.
Ganó cuatro medallas en el Campeonato Mundial de Lucha entre los años 2013 y 2017, y dos medallas de oro en el Campeonato Asiático de Lucha, en los años 2014 y 2016. 

## Palmarés internacional
| Juegos Olímpicos    | Juegos Olímpicos           | Juegos Olímpicos  | Juegos Olímpicos |
| Año                 | Lugar                      | Medalla           | Categoría        |
| ------------------- | -------------------------- | ----------------- | ---------------- |
| 2016                | Río de Janeiro (Brasil)    | Medalla de oro    | 69 kg            |
| Campeonato Mundial  |                            |                   |                  |
| Año                 | Lugar                      | Medalla           | Categoría        |
| 2013                | Budapest (Hungría)         | Medalla de bronce | 67 kg            |
| 2014                | Taskent (Uzbekistán)       | Medalla de plata  | 69 kg            |
| 2015                | Las Vegas (Estados Unidos) | Medalla de bronce | 69 kg            |
| 2017                | París (Francia)            | Medalla de oro    | 69 kg            |
| Campeonato Asiático |                            |                   |                  |
| Año                 | Lugar                      | Medalla           | Categoría        |
| 2014                | Astaná (Kazajistán)        | Medalla de oro    | 69 kg            |
| 2016                | Bangkok (Tailandia)        | Medalla de oro    | 69 kg            |